# Карамаски, Ренцо
Ре́нцо Карама́ски (итал. Renzo Caramaschi; род. 4 марта 1946, Больцано, провинция Больцано, Италия) — итальянский государственный деятель и беспартийный политик. Профессиональный писатель и фотограф. Альпинист. Мэр Больцано с 2016 года. Имеет высшее экономическое образование. Женат.

## Биография
Родился в Больцано 4 марта 1946 года. Окончил факультет экономики и торговли Падуанского университета в 1969 году, защитив диссертацию под названием «Инновации и организация бизнеса» в сотрудничестве с Массачусетским технологическим институтом в Бостоне.
Связанный дружескими отношениями с Клаудио Аббадо, способствовал развитию Академии имени Густава Малера и Европейского молодёжного оркестра, основанного маэстро в Больцано.
Увлечённый горным туризмом, написал два тома по туризму в Южном Тироле. Он также опубликовал шесть романов, один из которых, «Льдом и кровью», вошёл в список премии Марио Ригони Стерна 2016 года, составленным жюри.

### Политическая деятельность
В 1971 году начал работу в администрации коммуны Больцано, где с 2001 года занимал должность генерального директора до своей отставки в конце 2009 года. В ноябре 2015 года выдвинул свою кандидатуру на пост мэра Больцано от левоцентристов. После победы в партийных выборах, стал кандидатом коалиции на муниципальных выборах 2016 года.
В первом туре получил 22,32% голосов, во втором 18,39%, обойдя кандидата от правоцентристов Марио Таньина. Во втором туре получил официальную поддержку Южнотирольской народной партии и неофициальную поддержку южнотирольских зеленых, вместе с гражданскими списками «Проект Боцен» и «Я с Больцано», затем был избран в избирательный бюллетень с 55,27%.
Разбил бюст Бенито Муссолини, который 7 февраля 2017 года делегация независимого политического движения Южнотирольское братство попыталась вручить ему с провокационным намерением за его предполагаемый философский фашизм.
В 2018 году отклонил публичное предложение епископа Иво Мусера по случаю столетия Великой войны переименовать площадь Победы в площадь Мира, потому что времена «ещё не настали».
По случаю Дня памяти 2019 года приравнял лагерь Фойбе к Освенциму и заявил, что «нет никакой разницы между Освенцимом и Фойбе». Этот намёк на «этническую чистку» итальянцев югославами после Второй мировой войны, поддержанный также министром Маттео Сальвини, был решительно отвергнут президентом Республики Словения Борутом Пахором, как «неприемлемый» исторический ревизионизм.